# Hackensack, Minnesota
Hackensack är en ort (city) i Cass County i delstaten Minnesota i USA. Orten hade 294 invånare, på en yta av 2,67 km² (2020).